# Ludwig Theodor Schulze
Ludwig Theodor Schulze (* 27. Februar 1833 in Berlin; † 26. Januar 1918 in Rostock) war ein deutscher evangelisch-lutherischer Theologe und Hochschullehrer.

## Leben
Ludwig Theodor Schulze legte 1851 das Abitur in seiner Geburtsstadt Berlin ab. Im Anschluss widmete er sich dem Studium der Theologie, der Philosophie und der orientalischen Sprachen an der Friedrich-Wilhelms-Universität, 1856 erfolgte seine Promotion zum Lic. theol., 1858 jene zum Dr. phil., 1859 habilitierte er sich dort als Privatdozent für neutestamentliche Exegese. Im Jahre 1864 nahm Schulze einen Ruf der Albertus-Universität Königsberg zum außerordentlichen Professor der Theologie an, zwei Jahre später übersiedelte er nach Magdeburg, wo er zum Inspektor des Klosters Unserer Lieben Frauen und zum Leiter des theologisch-pädagogischen Seminars am Gymnasium bestellt wurde.
Im Jahre 1874 folgte die Berufung als ordentlicher Professor für Theologie an die Universität Rostock. Schulze fungierte dort zusätzlich siebenmal als Dekan, als Administrator der Professoren-Witwenkasse, als Mitglied der theologischen Prüfungskommission und der wissenschaftlichen Prüfungskommission für das höhere Lehramt sowie als Rektor im Studienjahr 1893/94. Im Jahre 1908 wurde er emeritiert. Der 1874 mit einem Theologischen Ehrendoktorat der Universität Rostock, 1906 mit dem Komturkreuz des Hausordens der Wendischen Krone sowie mit der Gedächtnismedaille Großherzog Friedrich Franz III. ausgezeichnete Ludwig Theodor Schulze trat insbesondere durch Abhandlungen betreffend sein Fachgebiet hervor.

## Schriften
- De fontibus ex quibus Hycsosorum historia haurienda sit. Dissertation, Schade, Berlin, 1858
- Martha und Maria. Zwei Lebensbilder nach der Schrift. Gotha, 1866
- Vom Menschensohn und vom Logos : Ein Beitrag zur biblischen Christologie. Gotha, 1867
- Philipp Wackernagel nach seinem Leben und Wirken für das deutsche Volk und die deutsche Kirche: ein Lebensbild. Dörffling & Francke, Leipzig, 1879.
- Die neutestamentliche Heilsgeschichte nach ihren Quellen untersucht und dargestellt. 3. Auflage, Nördlingen 1889.
- August Neander : ein Gedenkblatt für Israel und die Kirche. Akademische Buchhandlung (W. Faber), Leipzig, 1890
- Unsere Quellen für das Leben Jesu Christi nach ihrer Glaubwürdigkeit im Lichte der wissenschaftlichen Forschung der Gegenwart. Bertelsmann, Gütersloh, 1909
- Die Abendmahlslehre der lutherischen Kirche nach ihrer biblischen Grundlage eine biblisch-theologische Untersuchung mit Rücksicht auf die modernen Auffassungen der Gegenwart. Bertelsmann, Gütersloh, 1910
- Lehre von der Taufe in der lutherischen Kirche nach ihrer biblischen Grundlage : eine biblisch-theologische Untersuchung mit Rücksicht auf die modernen Auffassungen der Gegenwart. Bertelsmann, Gütersloh, 1911